# ابزار برش (ویندوز)
ابزار برش (به انگلیسی: Snipping Tool) نرم‌افزار نماگرفت موجود در ویندوز ۸، ویندوز ۷، ویندوز ویستا، و بسته بهینه‌سازی برای ویندوز اکس‌پی مخصوص تبلت است.
این برنامه یک ابزار ضبط صفحه نمایش است که به کاربر امکان می‌دهد از صفحه نمایش محیط ویندوز خود به صورت‌های پنجره باز، مستطیل شکل، یک منطقه دل‌به‌خواه یا همه آن عکس بگیرد و سپس آن را به صورت یک پرونده تصویری (PNG، GIF یا JPEG) ذخیره کند یا یک پرونده MHTML بسازد، یا ایمیل بفرستد.
ابزار برش توانایی ویرایش اولیه تصویر از صفحه نمایش را دارد که می‌تواند با قلم رنگی مختلف رنگ‌آمیزی کند یا با استفاده از پاک کن موردی را پاک نماید یا برای جلب توجه بخشی از تصویر از پررنگ‌کننده استفاده کند.
پنجره کوچک ابزار برش نمی‌تواند بزرگ شود از این دید، بسیار شبیه ضبط صدا است.

### ابزار Snip & Sketch
برنامه یا ابزار Snip & Sketch دسترسی بسیار راحت‌تری را نسبت به برنامه قدیمی Snipping Tool به شما می‌دهد، با استفاده از این ابزار شما می‌توانید قسمتی از صفحه را اسکرین شات بگیرید و کارهایی از قبیل حاشیه نویسی و اشتراک گذاری را انجام دهید.
برای استفاده از این ابزار کافی است در ویندوز 10 یا ویندوز 11 دکمه‌های ترکیبی  Windows + Shift + S را فشار دهید.